# Nitrariaceae
Die Nitrariaceae sind eine Pflanzenfamilie innerhalb der Ordnung der Seifenbaumartigen (Sapindales). Bei manchen Autoren ist Nitraria die einzige Gattung der Familie.

## Beschreibung

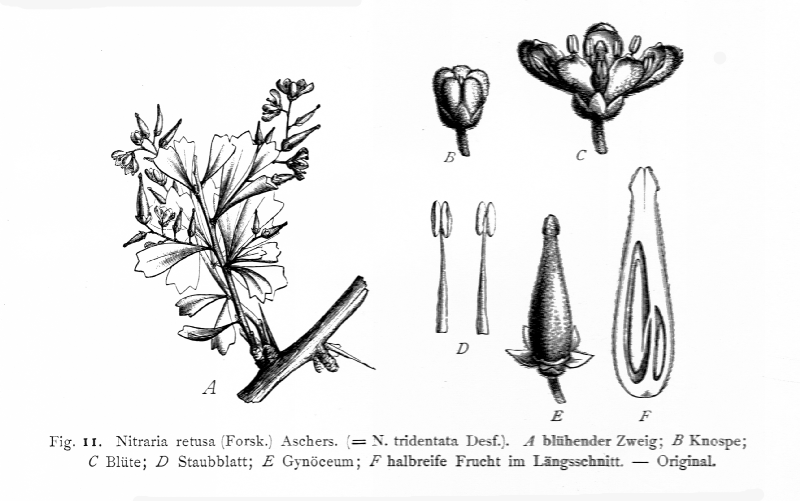
Illustration von Nitraria retusa

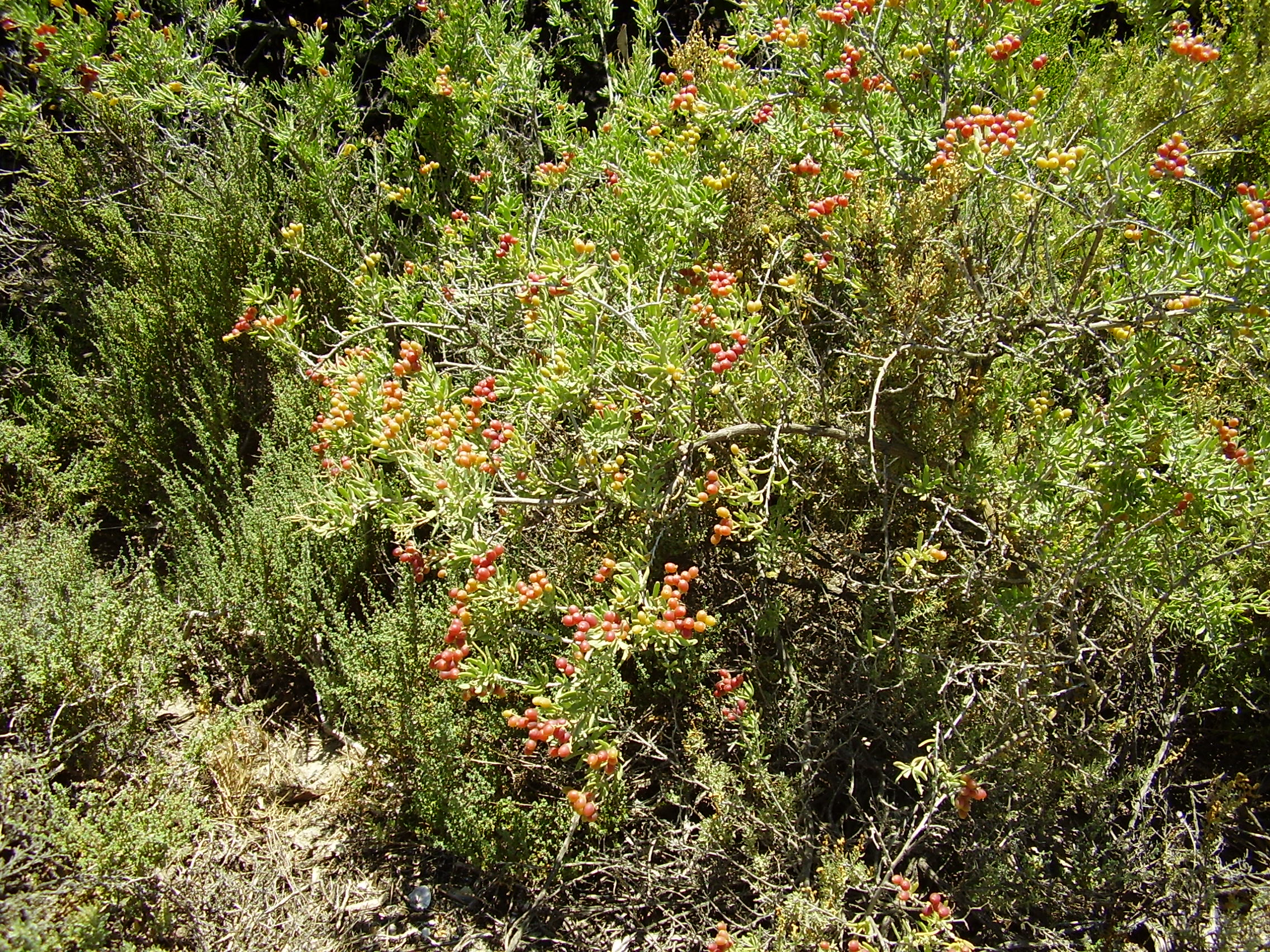
Nitraria billardierei

### Vegetative Merkmale
Nitraria-Arten sind laubabwerfende Sträucher, die meist sukkulent sind und Wuchshöhen von 0,5 bis 2 Meter erreichen. Einige Arten haben Dornen. Peganum-Arten sind meist Halbsträucher. Tetradiclis tenella ist eine einjährige krautige Pflanze.
Die gegenständig, in Bündeln oder spiralig am Zweig angeordneten Laubblätter können gestielt oder halbsitzend sein. Die Blattspreiten sind einfach, ganzrandig, gelappt oder mit zwei bis drei Zähnen. Es sind schmale Nebenblätter vorhanden.

### Generative Merkmale
Die Blüten stehen einzeln oder in Zymen zusammengefasst. Die zwittrigen Blüten sind drei-, vier- oder fünfzählig. Die oft fünf Kronblätter sind weiß oder gelblich grün. Es sind (10 bis) 15 freie Staubblätter vorhanden. Zwei bis sechs Fruchtblätter sind zu einem unterständigen Fruchtknoten verwachsen.
Nitraria bilden purpurfarbene, rote oder gelbe Steinfrüchte und Peganum sowie Tetradiclis Kapselfrüchte.

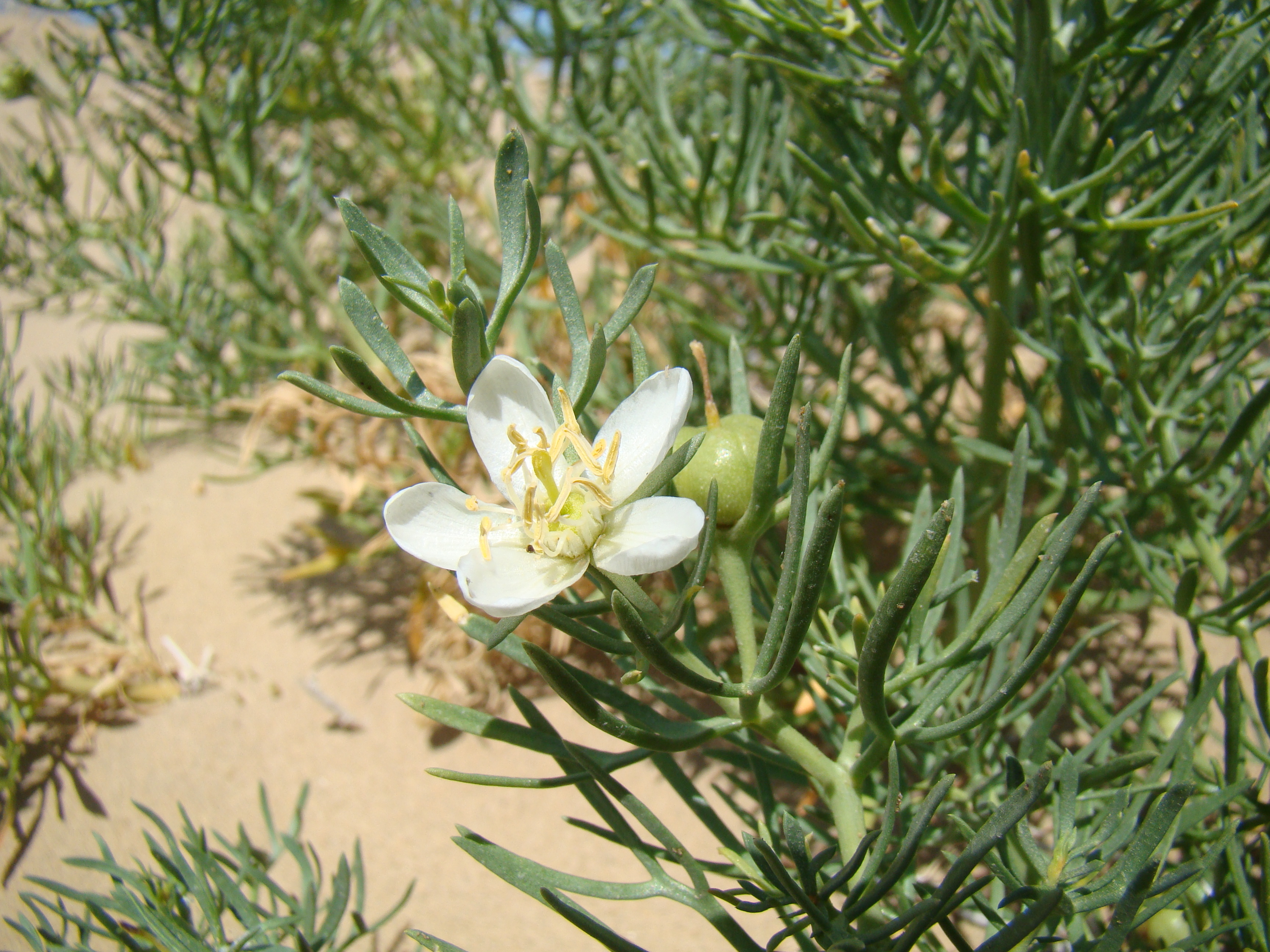
Blüte von Peganum harmala

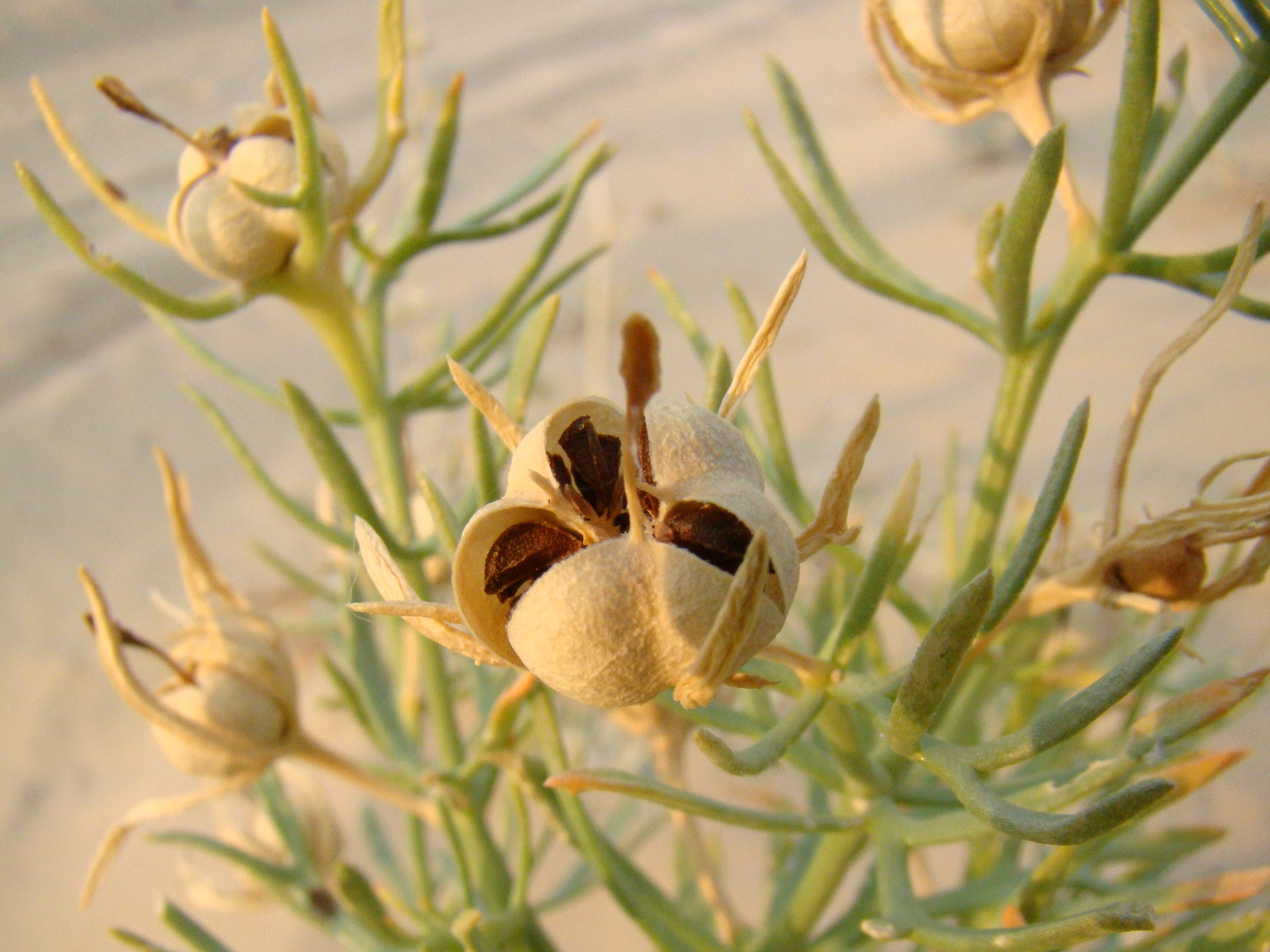
Kapselfrüchte von Peganum harmala

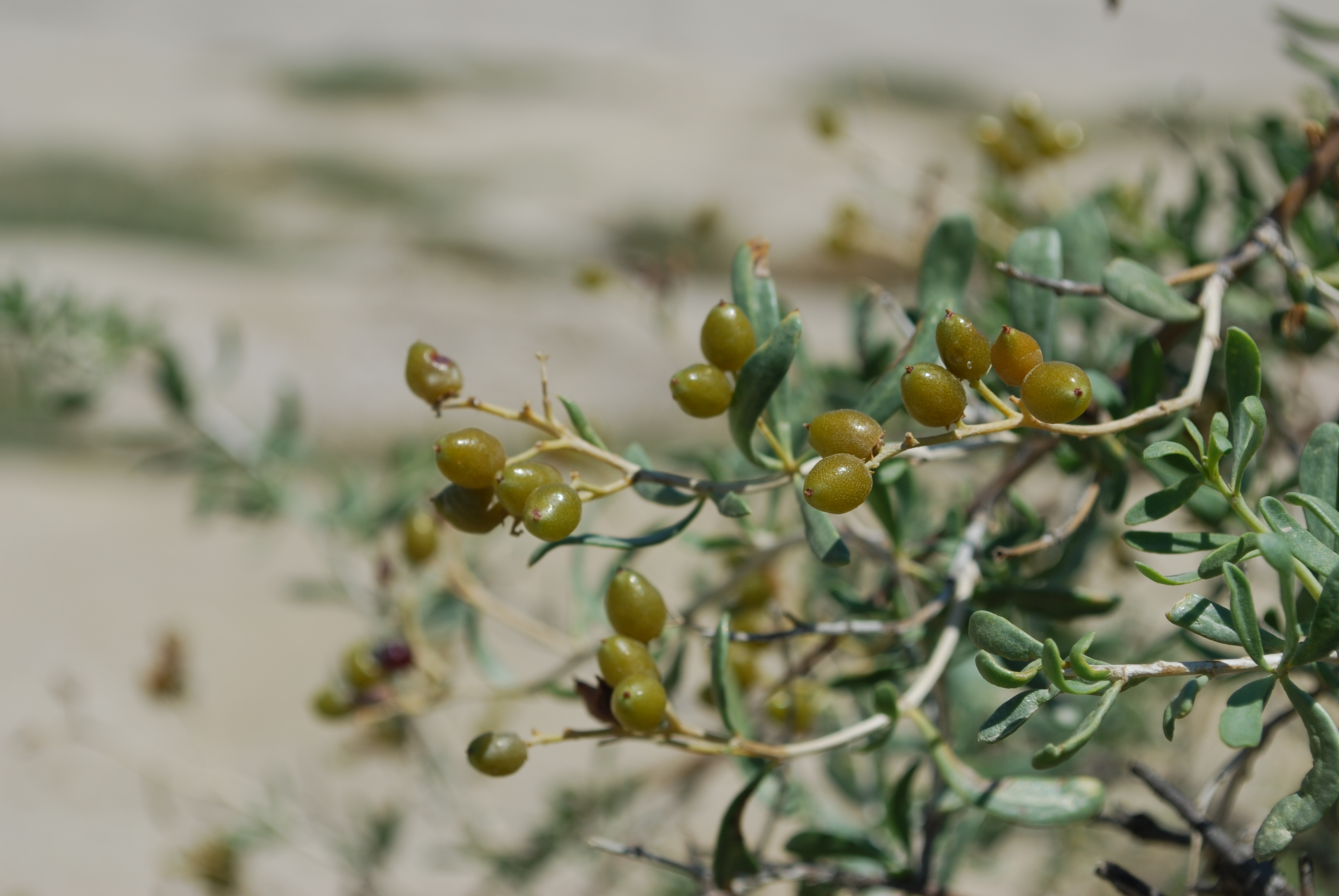
Nitraria schoberi

## Systematik und Verbreitung
Die Heimat sind aride und semiaride Gebiete in Nordafrika, im zentralen, nördlichen und westlichen Asien, im südlichen Australien (nur Nitraria billardierei) und in Südosteuropa bis Kleinasien (nur Charmykstrauch (Nitraria schoberi)).
Zur Familie gehören etwa ein bis drei Gattungen mit 11 bis 18 Arten:
- Nitraria L.: Die sieben bis elf Arten sind von der westlichen Sahara bis Zentralasien und in Australien verbreitet.
- Peganum L. (inklusive Malacocarpus Fisch. & C.A.Mey.) Sie enthält etwa vier bis sechs Arten (mit Kapselfrüchten), darunter beispielsweise:
  - Steppenraute (Peganum harmala L.): Sie kommt vor allem in Wüsten, Halbwüsten und Steppen von Westasien bis Nordindien, gelegentlich auch im Mittelmeerraum vor.
- Tetradiclis Steven ex M.Bieb. (mit Kapselfrüchten): Sie enthält nur eine Art:
  - Tetradiclis tenella (Ehrenb.) Litv.: Sie ist im europäischen Russland, in der Ukraine, in Ägypten, Pakistan, Westasien, Zentralasien und im Kaukasusraum weitverbreitet.[3]